# Nicole Lyn
Nicole Stephanie Danielle Lyn (* 24. Februar 1978 in Brampton, Ontario) ist eine kanadische Schauspielerin.

## Leben
Lyn wurde als Tochter der afrikanisch-jamaikanischen Cheryl Gabay und des chinesisch-jamaikanischen Peter Lyn in Brampton geboren. Im Alter von 3 Jahren begann sie Tanzunterricht an der National Ballet School in ihrer Heimatstadt zu nehmen. Kurze Zeit später fing sie mit dem Modeln an und war sowohl in Kanada als auch in den Vereinigten Staaten in Werbespots zu sehen. Im Alter von 10 Jahren besuchte sie die Claude Watson School for the Arts und bekam erste Rollen in kanadischen Fernsehserien wie Ramona. Mit 14 Jahren ging sie für drei Jahre mit ihren Eltern nach Mandeville in Jamaika, besuchte dort die Bellaire High School und zog sich folglich für diese Zeit vom Schauspielgeschäft zurück.
Kurze Zeit nach ihrer Rückkehr nach Kanada bekam sie eine Rolle in der Comedyserie Student Bodies. Nachdem dieses Engagement beendet war, zog Lyn 2000 nach Los Angeles. Dort traf sie ihren späteren Ehemann, den Schauspieler Dulé Hill, den sie am 10. Juli 2004 auf Jamaika heiratete. Beide Familien stammen aus Jamaika. In den späteren Jahren trat Lyn auch neben ihrem Mann in dessen Serien The West Wing und Psych auf. Ende 2012 reichte Hill die Scheidung ein.

## Filmografie (Auswahl)
- 1988: Ramona (Fernsehserie, Folge 1.01)
- 1990: Ultraman – Mein geheimes Ich (My Secret Identity, Fernsehserie, Folge 2.18)
- 1990: Tai Babilonia – Leben auf dünnem Eis (On Thin Ice: The Tai Babilonia Story, Fernsehfilm)
- 1993: Grusel, Grauen, Gänsehaut (Are You Afraid of the Dark?, Fernsehserie, Folge 2.05)
- 1999: Relic Hunter – Die Schatzjägerin (Relic Hunter, Fernsehserie, Folge 1.03)
- 1997–1999: Student Bodies (Fernsehserie, 65 Folgen)
- 2000: Die Prophezeiung (Bless the Child)
- 2001: Dying to Dance (Fernsehfilm)
- 2001: Feast of All Saints (Fernsehfilm)
- 2002–2003: The West Wing – Im Zentrum der Macht (The West Wing, Fernsehserie, 3 Folgen)
- 2003: Andy Richter und die Welt (Andy Richter Controls the Universe, Fernsehserie, Folge 2.11)
- 2003: Deliver Us from Eva
- 2003–2004: Half & Half (Fernsehserie, 3 Folgen)
- 2005: The Numbers (Kurzfilm)
- 2007: Psych (Fernsehserie, Folge 1.10)
- 2008: Welcome to the Captain (Fernsehserie, Folge 1.04)
- 2008: The L Word – Wenn Frauen Frauen lieben (The L Word, Fernsehserie, Folge 5.12)
- 2018: Love Jacked